# Schnauzer
Schnauzer é uma categoria de cães de raça que engloba três variedades alemãs de portes distintos.

## Etimologia
A palavra Schnauze, em alemão, significa "focinho", e o cão é assim chamado devido ao formato de seu crânio, longo e forte.

## Variedades
Os schnauzer são divididos em três variedades, de acordo com o porte:
- Schnauzer miniatura
- Schnauzer standard, ou schnauzer padrão
- Schnauzer gigante

## Características
De origem alemã, o Schnauzer era usado para acompanhar as carruagens em viagens através da Europa e sua presença era indispensável. Durante o dia, corria ao lado dos cavalos e às vezes corria na frente, para inspecionar o caminho, latindo fervorosamente diante de qualquer perigo.
A primeira aparição da raça Schnauzer foi em 1879, na Alemanha, com o nome de Pinscher de Pelo Duro. Suas múltiplas qualidades fazem dele um cão particularmente apto para guarda, defesa pessoal e companhia.
O Schnauzer é um cão de estatura média, constituição quadrada, e os machos parecem um pouco mais curtos que as fêmeas. Seu caráter bonachão demonstra-se na vontade de brincar e na disposição amável que tem para com as crianças. É afetuoso com a família, mas desconfiado com estranhos e não faz amizade com facilidade. Na ausência do dono é incorruptível.
Os órgãos sensoriais da raça Schnauzer são altamente desenvolvidos. É prudente, tem grande disposição ao adestramento, é incrivelmente fiel e atencioso. Tem grande resistência a doenças e intempéries.
Os olhos do Schnauzer são escuros, ovalados. A cauda alta, levada segundo o temperamento da raça. Sua pelagem é dura, o pelo é forte e espesso. Visto a contra pelo está sempre levantado, isto é, não aderente, nem muito curto, mas sustentado pelo sub-pelo.
A principal característica da pelagem do Schnauzer é o pelo em forma de barba rígida e sobrancelhas espinhosas que sombreiam ligeiramente os olhos. Na fronte e nas orelhas, o pelo da raça Schnauzer é mais curto que em qualquer outra parte do corpo e é duro em toda a cabeça. O Tamanho do Schnauzer fica entre 45 e 50 cm, medidos sempre à altura da cernelha.